# 2000 PN30
2000 PN30, também escrito como 2000 PN30, é um objeto transnetuniano (TNO) que está localizado no cinturão de Kuiper, uma região do Sistema Solar. Este corpo celeste é classificado como um cubewano. Ele possui uma magnitude absoluta (H) de 8,1 e, tem um diâmetro estimado com cerca de 106 km, por isso o mesmo não pode ser classificado como um planeta anão, devido ao seu tamanho relativamente pequeno.

## Descoberta
2000 PN30 foi descoberto no dia 05 de agosto de 2000 pelo astrônomo M. J. Holman.

## Órbita
A órbita de 2000 PN30 tem uma excentricidade de 0.102 e possui um semieixo maior de 44.728  0.102 UA. O seu periélio leva o mesmo a uma distância de 40.178 UA em relação ao Sol e seu afélio a 49.279.